# August Dillmann
Christian Friedrich August Dillmann (né le 25 avril 1823 à Illingen (royaume de Wurtemberg); † 4 juillet 1894 à Berlin) est un grammairien wurtembergeois spécialiste d'histoire biblique. Il est passé à la postérité pour ses recherches sur l'éthiopien ancien.

## Biographie
Fils de l’instituteur Elias Dillmann (1794–1877) et frère de Christian von Dillmann (de) (1829–1899), il étudie la théologie et la philosophie à l'université de Tübingen de 1840 à 1844 et s'affilie à la fraternité étudiante Roigel (de). Son maître H. Ewald lui communique sa passion pour l'histoire de l'Orient ancien. Après sa thèse de doctorat, il consacre de 1846 à 1848 ses recherches à l'étude des manuscrits éthiopiens conservés à Paris, Londres et Oxford. De retour en Allemagne, Dillmann obtient un poste de répétiteur au séminaire protestant de Tübingen, avant de devenir privat-docent (1851) puis professeur surnuméraire de l'université (1853).
En 1854, il rejoint l'université de Kiel, qui lui attribue en 1860 la chaire de langues orientales. En 1864, Dillmann obtient le poste de professeur titulaire d'exégèse biblique de l'université de Gießen et succède cinq ans plus tard à Ernst Wilhelm Hengstenberg comme professeur d'histoire testamentaire et de langues orientales à l'université Humboldt de Berlin. Il exerce la charge de recteur de cet établissement en 1875-76 et préside le Congrès international des Orientalistes (1881). Il propose en 1872 de nommer Julius Wellhausen à la chaire de professeur de littérature de l'Ancien Testament de l’université de Greifswald, où enseigne Ulrich von Wilamowitz-Moellendorff. Dillmann est élu membre étranger de l'Académie bavaroise des sciences en 1872 et membre titulaire de l'Académie des sciences de Berlin en 1877.
Spécialiste incontesté de l’Éthiopien ancien, Dillmann a, notamment par ses commentaires sur l'Ancien Testament, donné un nouveau souffle à la philologie des textes bibliques éthiopiens.
La tombe d'August Dillmann, dans l'Ancien cimetière Saint-Matthieu de Schöneberg, a aujourd’hui disparu, mais sa bibliothèque (près de 5 000 volumes) et ses manuscrits ont été recueillis par l'assyriologue Paul Haupt grâce au mécénat  du fabricant allemand de cigares Gail’sche Zigarrenfabrik et transférés en 1898 à l'université Johns-Hopkins de Baltimore.

## Œuvres
- Grammatik der äthiopischen Sprache. 1857.
- Lexicon linguae aethiopicae. 1865.
- Chrestomathia aethiopica. 1866.